# Distrito de San Cristóbal de Raján
El distrito de San Cristóbal de Raján es uno de los diez distritos de la Provincia de Ocros, en la Departamento de Áncash, bajo la administración del Gobierno regional de Ancash. en el Perú. Este distrito fue creado por Ley N° 12128 del 15 de octubre de 1954.

## Origen
- Raján deriva de su toponimia paisajista por tener la planta llamada Rayán, que abundaban en aquellos tiempos pasados en gran cantidad en Rayapampa y con el transcurso del tiempo el nombre de Rayán pasó a ser Raján y con otras posibilidades por investigar su verdadero origen.

## Historia
- El pueblo de San Cristóbal de Raján, inicialmente perteneció al pueblo de Cajamarquilla; también existió ayllus dentro de la zona de Raján Viejo, Condortanan y Huanchur Coto que actualmente se encuentran restos arqueológicos por descubrir tallados en piedra, chulpas y andenes que todavía predominan a través de los años que guardan testimonios de sus parajes andinos.

## Geografía

### Ubicación
- El distrito, está ubicado a una altitud de 2,228msnm y cuenta con una extensión superficial de 67.75 km² (hab/km²).

### Límites
- Por el norte y noreste limita con el distrito de Llipa.
- Por el este y sur oeste limita con el distrito de Acas y el distrito de Llipa y Copa de la Provincia de Cajatambo del departamento de Lima.
- Por el oeste y noroeste limita con el distrito de Acas y Ocros.

### Centros poblados / anexos
- Huanri
- Pircas
- Corimanta
- Ushpacoto
- Huanri, es un pueblo pequeño, grande en su historia, costumbre rica en folclor y de recursos naturales que llenan de admiración, aprecio a los visitantes por la belleza de sus paisajes en los meses de abril a mayo de cada año.

## Autoridades

### Municipales
- 2011-2014[1]
  - Alcalde: Diomer Combersión Leonardo Mercedes, del Partido Fuerza 2011.
  - Regidores: Wilman Patricio Rojas (Fuerza 2011), Elince Amellino Bailón De La Cruz (Fuerza 2011), Lili Yanet Anastacio Chávez (Fuerza 2011), Juana Cristina Celestino Bailón (Fuerza 2011), José Braulio Calixto Espinoza (Movimiento Acción Nacionalista Peruano).
- 2007-2010: 
  - Alcalde: Rudesindo Fabián de la Cruz.

## Economía
- Se cultivan habas, maíz, trigo, cebada, papa, con posibilidades del cultivo de maíz morado, alcachofa, palta, uva y manzana para exportación en la parte baja abrigada.
- Crianza de cuyes mejorados con posibilidades en cadenas productivas.

## Turismo
- La Iglesia Colonial de Raján
- Plaza de Armas
- Concejo Municipal
- Raján Viejo
- Huanri
- Pircas
- Parinac Rumi (una enorme piedra en forma de trompo) que se cree que fue sagrado y que se le rendía cultos ceremoniales con sacrificios humanos.
- El Millpoc (emana un gas desconocido).

### Fiestas
28 de julio fiesta patronal en honor al patrón San Cristóbal de Rajan
| Fecha                | Nombre                                 | Carácter | Concurrencia                                              |
| -------------------- | -------------------------------------- | -------- | --------------------------------------------------------- |
| 1 de enero           | Año Nuevo                              | Nacional | Población general y visitantes                            |
| Marzo-abril          | Semana Santa, Domingo de Ramos         | Nacional | Población general y visitantes                            |
| 2.º domingo de mayo  | Día de la Madre                        | Nacional | población general, Centros Educativos y autoridades       |
| 3.º domingo de junio | Día del Padre                          | Nacional | Población general, visitantes y población general         |
| 28 de julio          | Día de la Independencia del Perú       | Nacional | Población general, centros Educativos y autoridades       |
| 28 de julio          | Honor al Patrón San Cristóbal de Raján | Regional | Población general y residentes de Lima, Barranca y Huaraz |
| 15 de octubre        | Aniversario de San Cristóbal de Raján  | Regional | Población general y residentes de Lima, Barranca y Huaraz |
| 8 de diciembre       | Honor a la Virgen Purísima de Raján    | Regional | Población general y residentes de Lima, Barranca y Huaraz |
| 25 de diciembre      | Navidad                                | Nacional | Población general y visitantes.                           |

### Artes y música
- Tiene artes tradicionales como: Textilería (frazadas y fajas a tejido a mano con el uso de la callhua y la orfebrería haciendo ollas de barro y tejas de calidad para el techado de casas.
- La artesanía: Textilería (frazadas y alforjas)
- La música: El huayno.

### Danza típica
- Diablitos
- Quiyayas
- Huanquitos.

## Biodiversidady recursos naturales

### Flora y fauna
| Flora                                                | Fauna                                             | Zona                   |
| ---------------------------------------------------- | ------------------------------------------------- | ---------------------- |
| queñuales, hichus, retama                            | cóndor, vicuña, zorro, viscacha, picaflor, perdiz | San Cristóbal de Raján |
| chilca, saúco, aliso, eucalipto, ortiga, huamanrripa | zorzal, taruca, gorrión, gallinazo                | Raján Viejo            |
| Marco, (chilca), molle,                              | Perdiz, paloma, gato montés                       | Huanri                 |
| chilca, ciprés, maguey, suce, capuli                 | torcasa, loro, gallinazo, torcaza, cuculi, perdiz | Pircas                 |
| chilca, mito, suplla, yerba santa, cacto, ortiga     | culebra, erizo-añas, comadreja, búho, perdiz      | Uspacoto               |

## Vías de comunicación

### Carretera
- Lima-Barranca- Pativilca- Huanchay-Ocros-Punta de Puche(Llipa)-Raján.
- Huaraz-Recuay-Catac-Conococha-Punta de Chonta-Cunyapampa-Punta de Puche(Llipa)-Raján.
- Barranca-Pativilca-Cahua-Puente muri-Llipa-Raján.
- Huaraz- Conococha- Corpanqui - Cajamarquilla - Llipa- Raján

Telecomunicaciones: cuenta con Teléfono, Internet y Televisión.

## Gastronomía
- Son platos de peruanidad de los rajanos, que se conservan hasta hoy, que se brinda en los diversos platos en las fiestas religiosas patronales, aniversario,  fiestas familiares (bautismo, kitañaque, techado de casa, matrimonio), en la tareas comunales (rodeo, relimpia de acequias y caminos).

| Carnes                   | Plátos                     | Postres                | Bebidas        |
| ------------------------ | -------------------------- | ---------------------- | -------------- |
| Picante de cuy           | Pari caldo, papa con queso | mazamorra de calabaza  | Chicha de jora |
| Chicharrón               | Sopa de harina, tamal      | Mazamorra de harina    | Anizado        |
| Charqui,caldo de gallina | Humita                     | tocush, huatia de papa | calentito      |
| Caldo de cabeza          | cashki                     | Mazamorra morada       | Chicha morada  |
| Pachamanca               | Locro de zapallo           | bizcochuelo            | Ron.           |